# 圣塞巴斯蒂亚诺-阿尔维苏威
圣塞巴斯蒂亚诺-阿尔维苏威（義大利語：San Sebastiano al Vesuvio），是意大利坎帕尼亞大區那不勒斯廣域市的一个市镇。总面积2平方公里，人口9570人，人口密度4785.0人/平方公里（2009年）。ISTAT代码为063070。